# Heteroconis gagnei
Heteroconis gagnei là một loài côn trùng trong họ Coniopterygidae thuộc bộ Neuroptera. Loài này được New miêu tả năm 1988.